# 21554 Лічаосі
21554 Лічаосі (21554 Leechaohsi) — астероїд головного поясу, відкритий 24 серпня 1998 року.
Тіссеранів параметр щодо Юпітера — 3,123.